# Skoki do wody na Mistrzostwach Świata w Pływaniu 2024 – konkurs drużynowy
Konkurs drużynowy – jedna z konkurencji rozgrywanych w ramach skoków do wody, podczas mistrzostw świata w pływaniu w 2024. Zawody w tej konkurencji rozegrano 2 lutego, udział w nich brało 12 drużyn.
Zwycięzcami konkurencji okazali się reprezentanci Wielkiej Brytanii Tom Daley, Scarlett Mew Jensen, Daniel Goodfellow i Andrea Spendolini-Sirieix. Drugą pozycję zajęli zawodnicy z Meksyku Gabriela Agúndez, Randal Willars, Jahir Ocampo i Aranza Vázquez. Na trzecim zaś miejscu uplasowali się reprezentujący Australię Cassiel Rousseau, Maddison Keeney, Nikita Hains i Li Shixin.

## Wyniki
| Miejsce | Zawodnicy                                                                                  | Państwo           | Wynik  |
| ------- | ------------------------------------------------------------------------------------------ | ----------------- | ------ |
| 01 !    | Tom Daley Scarlett Mew Jensen Daniel Goodfellow Andrea Spendolini-Sirieix                  | Wielka Brytania   | 421,65 |
| 02 !    | Gabriela Agúndez Randal Willars Jahir Ocampo Aranza Vázquez                                | Meksyk            | 412,80 |
| 03 !    | Cassiel Rousseau Maddison Keeney Nikita Hains Li Shixin                                    | Australia         | 385,35 |
| 4.      | Moritz Wesemann Elena Wassen Lena Hentschel Timo Barthel                                   | Niemcy            | 362,05 |
| 5.      | Lyle Yost Brandon Loschiavo Katrina Young Sarah Bacon                                      | Stany Zjednoczone | 344,75 |
| 6.      | Andriyan Adityo Restu Putra Gladies Lariesa Garina Haga                                    | Indonezja         | 330,60 |
| 7.      | Jo Jin-mi Im Yong-myong Ko Che-won Kim Hui-yon                                             | Korea Północna    | 320,85 |
| 8.      | Valeria Antolino Nicolás García Carlos Camacho Rocío Velázquez                             | Hiszpania         | 310,55 |
| 9.      | Mikali Dawson Elizabeth Cui Nathan Brown Frazer Tavener                                    | Nowa Zelandia     | 306,40 |
| 10.     | Eduard Timbretti Gugiu Chiara Pellacani Irene Pesce Matteo Santoro                         | Włochy            | 271,70 |
| 11.     | Kimberly Bong Bertrand Rhodict Lises Nur Eilisha Rania Muhammad Abrar Raj Hanis Jaya Surya | Malezja           | 245,90 |
| 12.     | Zhao Hang U Zhang Hoi He Heung Wing Lo Ka Wai                                              | Makau             | 212,70 |